# МРО Център
МРО Център е руска футболна асоциация, организираща турнири от ЛФЛ. В МРО Център се състезават отбори от Москва и московска област. Те са разделени на две дивизии. В шампионатите участват дублиращи отбори на някои професионални отбори, като Локомотив, Динамо и Спартак.